# Guido Clericetti
Guido Clericetti (Milano, 10 settembre 1939) è uno scrittore, disegnatore e autore televisivo italiano.

## Biografia
Laureato in Giurisprudenza ma portato sin da giovanissimo per la vignetta, ha conseguito il diploma alla Scuola superiore degli Artefici dell'Accademia di belle arti di Brera.
Vignettista politico e di costume, ha lavorato per Epoca, Famiglia Cristiana, Avvenire, Il Sabato, Studi Cattolici, Sì alla vita, Tempi. È stato direttore de Il cartone, settimanale di satira, nel 1995. Alcune delle sue vignette sono state raccolte in un libro della Interlinea edizioni.
Dal 1970 ha collaborato con la Rai per programmi radiofonici e televisivi, come ad esempio Parola mia di Luciano Rispoli, e dal 1985 anche con le reti Fininvest.
Nel 1973 è stato tra gli autori del programma Il poeta e il contadino con Cochi e Renato. Nel 1979 scrisse con Gustavo Palazio il varietà di Rai 1 È permesso?, condotto da Claudio Sorrentino. Nel 2001 ha scritto per Canale 5 il soggetto per una nuova edizione televisiva de Il giornalino di Gian Burrasca.
È stato autore della trasmissione TV Talk. e del programma radiofonico L'aria che tira in onda su Radio 2.
È stato premiato per le sue creazioni al Salone Internazionale dell'Umorismo di Bordighera, Forte dei Marmi, Umoristi a Marostica, dove ha vinto il Gran Premio Internazionale Scacchiera nel 1989. Ha avuto mostre a lui dedicate a Sestri Levante e Leggiuno.
Legato all'ambiente culturale milanese, è stato spesso intervistato sulla scomparsa di molti artisti legati al capoluogo lombardo, quali Sergio Bonelli, Marcello Marchesi e Sandra Mondaini.

## Opere
- Il primo Pinocchio, Reggio Emilia, Città armoniosa, 1978.
- Soprappensieri. Disegni e parole per sopravvivere, Milano, (Rusconi, Gli Umorlibri - 1ª edizione Ottobre 1976).
- ...e il settimo giorno sorrise..., Roma, Borla, 1981.
- Clericettario. Opinioni opinabili e pensieri impensabili, Milano, Gribaudi, 1993. ISBN 88-7152-347-4
- Sorridi a Natale. Le più belle vignette, Novara, Interlinea edizioni, 2005. ISBN 88-8212-528-9
- Sorridi ancora a Natale. Le più belle vignette. Nuova edizione accresciuta, Novara, Interlinea edizioni, 2010. ISBN 978-88-8212-746-6